# San José Aocotzota
San José Aocotzota är en ort i Mexiko.   Den ligger i kommunen Huitzilan de Serdán och delstaten Puebla, i den sydöstra delen av landet, 160 km öster om huvudstaden Mexico City. San José Aocotzota ligger 1 227 meter över havet och antalet invånare är 474.
Terrängen runt San José Aocotzota är bergig söderut, men norrut är den kuperad. Runt San José Aocotzota är det ganska tätbefolkat, med 129 invånare per kvadratkilometer. Närmaste större samhälle är Zongozotla, 3,8 km nordväst om San José Aocotzota. I omgivningarna runt San José Aocotzota växer huvudsakligen savannskog.